# Речное (озеро)
Речное, Жасылбагыр (каз. Жасылбағыр) — озеро в Узункольском районе Костанайской области Казахстана. Находится в 9 км к северо-востоку от посёлка Ряжский и в 2 км южнее села Амречье.. Впадает р. Карасу, вытекает протока в озеро Бабье
По данным топографической съёмки 1944 года, площадь поверхности озера составляет 22,67 км². Наибольшая длина озера — 6,2 км, наибольшая ширина — 5,3 км. Длина береговой линии составляет 21,6 км, развитие береговой линии — 1,27. Озеро расположено на высоте 159,6 м над уровнем моря.